# Przerośl (gemeente)
De gemeente Przerośl is een landgemeente in het Poolse woiwodschap Podlachië, in powiat Suwalski.
De zetel van de gemeente is in Przerośl.
Op 30 juni 2004 telde de gemeente 3104 inwoners.

## Oppervlakte gegevens
In 2002 bedroeg de totale oppervlakte van gemeente Przerośl 123,84 km², waarvan:
- agrarisch gebied: 73%
- bossen: 14%

De gemeente beslaat 9,47% van de totale oppervlakte van de powiat.

## Demografie
Stand op 30 juni 2004:
| Omschrijving                   | Totaal | Totaal | Vrouwen | Vrouwen | Mannen | Mannen |
| ------------------------------ | ------ | ------ | ------- | ------- | ------ | ------ |
| eenheid                        | aantal | %      | aantal  | %       | aantal | %      |
| inwoners                       | 3104   | 100    | 1548    | 49,9    | 1556   | 50,1   |
| bevolkingsdichtheid (inw./km²) | 25,1   | 25,1   | 12,5    | 12,5    | 12,6   | 12,6   |

In 2002 bedroeg het gemiddelde inkomen per inwoner 1537,34 zł.

## Plaatsen
Blenda, Bućki, Hańcza, Iwaniszki, Kolonia Przerośl, Kruszki, Krzywólka, Łanowicze Duże, Łanowicze Małe, Morgi, Nowa Pawłówka, Nowa Przerośl, Olszanka, Prawy Las, Przełomka, Przerośl, Przystajne, Rakówek, Romanówka, Stara Pawłówka, Śmieciuchówka, Wersele, Zarzecze, Zusienko.

## Aangrenzende gemeenten
Dubeninki, Filipów, Jeleniewo, Suwałki, Wiżajny